# Wilcoxius juventus
Wilcoxius juventus är en tvåvingeart som beskrevs av Scarbrough och Perez-gelabert 2005. Wilcoxius juventus ingår i släktet Wilcoxius och familjen rovflugor.
Artens utbredningsområde är Kuba. Inga underarter finns listade i Catalogue of Life.